# Barreiras do Piauí
Barreiras do Piauí é um município brasileiro localizado na extremidade sudoeste do estado do Piauí. Localiza-se a uma latitude 09º 55' 31" sul e a uma longitude 45º28'30" oeste, estando a uma altitude de 400 metros. Sua população estimada em 2004 era de 3 210 habitantes. Possui uma área de 2.168,7 km².
É o único município piauiense que faz divisa com o estado do Tocantins, e também faz divisa com o Maranhão e a Bahia. Assim sendo, é um dos dez únicos municípios brasileiros a fazerem divisa com três ou mais outros estados ou países ao mesmo tempo. Os demais são Acrelândia (AC), Carneirinho (MG), Caroebe (RR), Corumbá (MS), Delmiro Gouveia (AL), Laranjal do Jari (AP), Mateiros (TO), Oriximiná (PA) e Porto Velho (RO).

## Localização
| Noroeste: Alto Parnaíba (MA)                 | Norte: Gilbués                                 | Nordeste: Gilbués                |
| Oeste: Alto Parnaíba (MA)                    |                                                | Leste: São Gonçalo do Gurgueia   |
| Sudoeste: Alto Parnaíba (MA) e Mateiros (TO) | Sul: Mateiros (TO) e Formosa do Rio Preto (BA) | Sudeste: São Gonçalo do Gurgueia |

## Religião
| Religião       | %    |
| -------------- | ---- |
| Catolicismo    | 91,5 |
| Protestantismo | 7,4  |
| Outras         | 0,5  |
| Sem religião   | 0,6  |

## Lista de prefeitos
Ver: Lista de prefeitos de Barreiras do Piauí